# Piper sarmentosum
Piper sarmentosum är en pepparväxtart som beskrevs av William Roxburgh. Piper sarmentosum ingår i släktet Piper och familjen pepparväxter. Inga underarter finns listade i Catalogue of Life.